# Erigonoplus setosus
Erigonoplus setosus là một loài nhện trong họ Linyphiidae.
Loài này thuộc chi Erigonoplus. Erigonoplus setosus được Jörg Wunderlich miêu tả năm 1995.